# Axsjön (Kättilstads socken, Östergötland)
Axsjön är en sjö i Kinda kommun i Östergötland och ingår i Motala ströms huvudavrinningsområde.